# Zincgartrel·lita
La zincgartrel·lita és un mineral de la classe dels fosfats, que pertany al grup de la tsumcorita. Rep el seu nom pel seu contingut en zinc i per la seva relació amb la gartrellita.

## Característiques
La zincgartrel·lita és un fosfat de fórmula química PbZn₂(AsO₄)₂(H₂O)₂. Va ser aprovada com a espècie vàlida per l'Associació Mineralògica Internacional l'any 1998. Cristal·litza en el sistema triclínic. La seva duresa a l'escala de Mohs és 4,5.
Segons la classificació de Nickel-Strunz, la zincgartrel·lita pertany a «08.CG - Fosfats sense anions addicionals, amb H₂O, amb cations de mida mitjana i gran, RO₄:H₂O = 1:1» juntament amb els següents minerals: cassidyita, col·linsita, fairfieldita, gaitita, messelita, parabrandtita, talmessita, hillita, brandtita, roselita, wendwilsonita, zincroselita, rruffita, ferrilotharmeyerita, lotharmeyerita, mawbyita, mounanaïta, thometzekita, tsumcorita, cobaltlotharmeyerita, cabalzarita, krettnichita, cobalttsumcorita, niquellotharmeyerita, manganlotharmeyerita, schneebergita, nickelschneebergita, gartrellita, helmutwinklerita, rappoldita, fosfogartrel·lita, lukrahnita, pottsita i niqueltalmessita.

## Formació i jaciments
Va ser descoberta a la mina Tsumeb, a la regió d'Otjikoto, Namíbia. Es tracta de l'únic indret on ha estat trobada aquesta espècie mineral.